# Industrijska zona (Bjelovar)
Industrijska zona u Bjelovaru prostor je omeđen prugom Križevci - Bjelovar - Kloštar i rječicom Bjelovacka koja je generalnim urbanističkim planom grada Bjelovara namijenjena za proizvodno-komercijalnu namjenu.

## Opis
Industrijska zona sastoji se od dvije nevezane zone: Poslovna zona Jug (Slavonska cesta, Pakračka ul.) i Poslovna zona Istok (Bilogorska ul, Ul. 29 rujna). U krugu Poslovne zone Jug se spajaju Slavonska cesta D28 i južna bjelovarska obilaznica te počinje istočna bjelovarska obilaznica.
Neke od tvrtki unutar zone su: shopping centar Stop&Shop, Lidl, KTC, Plodine, McDonald's, Kronospan CRO, Bjelin, Sirovina d.o.o. i Hidroregulacija d.d.
Unutar Poslovne zone Istok se nalaze i bjelovarski odjeljak carinarnice Koprivnica i Gradska plinara Bjelovar.